# Senioratsamt Oldisleben
Das Senioratsamt Oldisleben war eine territoriale Verwaltungseinheit der Ernestinischen Herzogtümer. Sein Vorgänger, das albertinische Amt Oldisleben, wurde um 1539 gegründet und kam 1554 unter ernestinische Oberhoheit. Ab 1591 war es komplett im Besitz des Herzogtums Sachsen-Weimar. Zwischen 1642 und 1821 wurde das Senioratsamt Oldisleben gemeinschaftlich durch einen Senior der ernestinischen Herzogtümer verwaltet. 1821 ging das Amt in alleinigen Besitz des Großherzogtums Sachsen-Weimar-Eisenach über.
Bis zur Verwaltungs- und Gebietsreform des Großherzogtums Sachsen-Weimar-Eisenach im Jahr 1850 und der damit verbundenen Auflösung bildete das Amt den räumlichen Bezugspunkt für die Einforderung landesherrlicher Abgaben und Frondienste, für Polizei, Rechtsprechung und Heeresfolge.

## Geographische Lage
Oldisleben, welcher der einzige Ort des Amts war, liegt am Osthang der Hainleite am Mittellauf der Unstrut. Er bildete eine Exklave der Ernestinischen Herzogtümer zwischen der Schwarzburg-Rudolstädter Unterherrschaft und dem bis 1815 kursächsischen Thüringer Kreis, der 1816 in der preußischen Provinz Sachsen aufging. Das Amtsgebiet liegt heute im Nordosten des Freistaats Thüringen und gehört zum Kyffhäuserkreis.

## Angrenzende Verwaltungseinheiten
- Norden: Schwarzburg-Rudolstädter Unterherrschaft  (Fürstentum Schwarzburg-Rudolstadt)
- Südosten: Amt Heldrungen (ab 1621 zum Kurfürstentum Sachsen, 1687–1815 zum kursächsischen Fürstentum Sachsen-Querfurt, ab 1816 zum preußischen Landkreis Eckartsberga)
- Südwesten: Amt Sachsenburg (ab 1567 assekuriertes Amt des Kurfürstentums Sachsen, seit 1660 komplett zum Kurfürstentum Sachsen, ab 1816 zum preußischen Landkreis Eckartsberga)

## Geschichte

### Das Kloster Oldisleben
Die erste urkundliche Erwähnung von Oldisleben geht auf die Gründung eines Benediktinerklosters durch Kunigunde  von Orlamünde, der Ehefrau von Kuno von Beichlingen, im Jahr 1089 zurück. Der Name des nachweislich älteren Ortes tauchte erstmals im Jahr 1101 als Adesleven auf. Parallel zur Entwicklung des Ortes wurden an der Thüringer Pforte südlich von Oldisleben zwischen dem 11. und 13. Jahrhundert die Untere und Obere Sachsenburg zur Überwachung der Verkehrswege im Tal der Unstrut erbaut. 
Auf Grund des angesehenen und reichen Klosters entwickelte sich der Ort zum Marktflecken. Der Ort Oldisleben gelangte erst 1499 durch Kauf vom albertinischen Herzog Georg in den Besitz des Klosters. Im Bauernkrieg wurde das Kloster im Jahr 1525 weitgehend zerstört und 1539 aufgelöst, nachdem die Bewohner des Ortes im Zuge der Reformation zum Protestantismus übergegangen waren. Die noch verbliebenen Gebäude dienten danach als Kammergut und wurden in ein Amt unter albertinisch-sächsischer Landeshoheit verwandelt.

### Senioratsamt Oldisleben
Durch den Naumburger Vertrag trat der albertinische Kurfürst August von Sachsen im Jahr 1554 u. a. das aufgelöste Kloster Oldisleben und das benachbarte Amt Sachsenburg an die Ernestiner ab. Während letzteres in deren Besitz blieb und 1567 als „assekuriertes Amt“ in Pfandbesitz des albertinischen Kurfürstentums Sachsen kam, gelangte das Amt Oldisleben 1555 unter sächsisch-ernestinischer Oberhoheit an die Grafen von Mansfeld. 1591 kam Oldisleben durch Kauf zurück an die 1572 durch die Erfurter Teilung entstandene ernestinische Linie Sachsen-Weimar. Vertragsgemäß wurde Oldisleben im Jahre 1642 in ein „Senioratsamt“ erhoben, welches gemeinschaftlich durch die Ernestinischen Herzogtümer der Linien Sachsen-Weimar (d. h. Weimar und Eisenach) und Sachsen-Gotha (sechs bei der Teilung 1680 entstandene Linien) verwaltet wurde. Dabei erhielt jeder Senior die landeshoheitlichen Rechte auf Lebenszeit. Das Recht der Besteuerung behielt sich aber das Haus Sachsen-Weimar vor. Da die fürstlichen Senioren oft ein hohes Alter aufwiesen, ergaben sich häufig Regierungswechsel.
Das Senioriatsamt hatten inne:
- 1676–1683 Johann Ernst II. von Sachsen-Weimar
- 1684–1686 Johann Georg I. von Sachsen-Eisenach
- 1687–1691 Friedrich I. von Sachsen-Gotha-Altenburg
- 1692–1699 Albrecht von Sachsen-Coburg
- 1699–1706 Bernhard I. von Sachsen-Meiningen
- 1707–1710 Heinrich von Sachsen-Römhild
- 1711–1715 Ernst von Sachsen-Hildburghausen
- 1716–1729 Johann Ernst von Sachsen-Saalfeld
- 1730–1732 Friedrich II. von Sachsen-Gotha-Altenburg
- 1733–1746 Friedrich Wilhelm von Sachsen-Meiningen
- 1747–1763 Anton Ulrich von Sachsen-Meiningen
- 1764 Franz Josias von Sachsen-Coburg-Saalfeld
- 1765–1772 Friedrich II. von Sachsen-Gotha-Altenburg
- 1773–1787 Joseph Friedrich von Sachsen-Hildburghausen
- 1788–1799 Johann Adolf von Sachsen-Gotha-Altenburg
- 1800 Ernst Friedrich von Sachsen-Coburg-Saalfeld
- 1801–1815 Friedrich Josias von Sachsen-Coburg-Saalfeld
- 1815–1821 Carl August von Sachsen-Weimar

### Auflösung des Senioratsamts im 19. Jahrhundert
Am 10. Oktober 1821 wurde das Senioratsverhältnis durch den Arnstädter Hausvertrag aufgehoben und das Amt Oldisleben mit allen Pertinenzien dem Großherzogtum Sachsen-Weimar-Eisenach zugeeignet.
1849/50 erfolgte im Großherzogtum Sachsen-Weimar-Eisenach die Trennung der Rechtsprechung von der Verwaltung. Das Amt Oldisleben gehörte seitdem als Exklave zum „Verwaltungsbezirk Weimar II“, welcher 1868 in Verwaltungsbezirk Apolda umbenannt wurde. Dieser umfasste den östlichen Teil des früheren Herzogtums Sachsen-Weimar, welches im 19. Jahrhundert auch als Weimarer Kreis bezeichnet wurde.
- Siehe auch: Liste der Senioren der Ernestiner

## Zugehörige Orte
Marktflecken
- Oldisleben

Wüstungen
- Kapellendorf
- Möllendorf
- Priesendorf
- Rumsdorf